# The Changing of the Guardian
«The Changing of the Guardian» (укр. «Зміна опікуна») — одинадцята серія двадцять четвертого сезону мультсеріалу «Сімпсони», прем'єра якої відбулась 27 січня 2013 року у США на телеканалі «Fox».

## Сюжет
У Спрінґфілді буревій, і Сімпсони перечікують його у підвалі будинку, граючи в настільну гру. Раптом Ліса помічає смерч, який забирає Маленького Помічника Санти. Залишивши дітей, Мардж і Гомер з допомогою Ленні і Карла відправляються рятувати пса. У них вдається це зробити, але Гомер і Мардж опиняються у пастці будівлі банка, знесеного торнадо.
Врешті-решт поліція витягає їх, але Мардж травмована ситуацією: якби вони загинули, у дітей не було б опікунів і ними опікувалась би держава. Вони вирішують шукати опікунів, спершу звернувшись до родичів, але незабаром розуміють, що це не найкраща ідея. Тож вони починають дивитися на інших мешканців Спрінґфілда, але ніхто не хоче бути їх опікуном.
Зрештою, Сімпсони вирушають за місто. Хоч вони там і не можуть знайти пару, яка їм подобається, тому вирішують відкласти це питання. Вони йдуть на пляж, де зустрічаються з Портією та Мевом, адвокатесою-екологинею і професійним серфером. Гомер і Мардж вважають їх прийнятними.
Пообідавши з Портією та Мевом, Гомер і Мардж говорять їм, про намір зробити їх опікунами своїх дітей на випадок, якщо із Сімпсонами щось станеться. Портія та Мев погоджується. Вони просять взяти дітей на вихідні у їхній лижний будиночок. Гомер і Мардж залюбки погоджуються.
Вдома вони починають витрачати більше часу на себе, допоки діти перебувають у Портії з Мевом. Після кількох тижнів, проведених один з одним, вони знаходять на вітрині магазину «сімейне» фото Мева, Портії з Бартом, Лісою і Меґґі. Гомер і Мардж розуміють, що вони планують вкрасти їх до своєї сім'ї. Удвох вони прямують до будинку опікунів.
Дорогою Мардж задається сумнівами, чи Мев і Портія не є кращими батьками, ніж Сімпсони, але Гомер запевняє її, що це — їхні діти, і це їх обов'язки. Мев і Портія не бажають відмовлятися від дітей, але, зрештою, вирішують відпустити їх, коли діти кажуть, що вони віддають перевагу своїм рідним батькам, а не їм.
У фінальній сцені вдома Сімпсони вирішують не квапитись з вибором опікунів на випадок смерті, а зосередитись на сімейному житті.

## Ставлення критиків і глядачів
Під час прем'єри серію переглянули 5,23 млн осіб з рейтингом 2.3, що зробило її другим найпопулярнішим шоу на каналі «Fox» тієї ночі, після «Сім'янина».
Роберт Девід Салліван з «The A.V. Club» дав серії оцінку C, сказавши, що «серія являє собою три міні-епізоди Сімпсонів: комічний образ природного лиха, добре потерту комічну розповідь з багатьма повторюваними персонажами і коротку історію, якій нашій улюбленій родині загрожує „запрошений голос тижня“… Все настільки поспішно, що нічого з цього не здається сумним чи напруженим, сердечним чи смішним».
Тереза Лопес з «TV Fanatic» дала серії дві з половиною з п'яти зірок, назвавши серію «найбільшим розчаруванням 24 сезону [на той момент]».
Згідно з голосуванням на сайті The NoHomers Club більшість фанатів оцінили серію на 3/5 із середньою оцінкою 2,41/5.